# Piyadalar
Piyadalar är en ort i Azerbajdzjan.   Den ligger i distriktet Bərdə Rayonu, i den centrala delen av landet, 230 km väster om huvudstaden Baku. Piyadalar ligger 86 meter över havet och antalet invånare är 917.
Terrängen runt Piyadalar är platt. Runt Piyadalar är det ganska tätbefolkat, med 129 invånare per kvadratkilometer.. Närmaste större samhälle är Barda, 13,4 km norr om Piyadalar.
Trakten runt Piyadalar består till största delen av jordbruksmark.